# Puerta de Tierra
Puerto de Tierra is een belangrijke toegangspoort van de Spaanse stad Cádiz. Het ligt ten oosten van het oude stadscentrum en maakt onderdeel uit van een oude schans die ter verdediging van de stad diende. De poort is in de 18e eeuw gebouwd door Torcuato Cayón. Sinds 1993 is het een nationaal monument.

## Geschiedenis
Cádiz was een belangrijke havenstad mede door alle schepen die vertrokken naar en arriveerden van de Spaanse kolonie in Amerika. De schepen kwamen aan met zilver en dit maakte de haven een aantrekkelijk doelwit voor buitenlandse aanvallen, hetgeen ook diverse malen gebeurde.
Cádiz is met een smalle landengte verbonden met het Spaanse vasteland bij San Fernando. Dit was een mogelijke aanvalsroute en diende goed verdedigd te worden. In de 16e eeuw werd hier de eerste muur gebouwd en in 1574 werd het uitgebreid met twee bastions. Aan de zeekant was dit bastion San Rogue en bastion Santa Elena aan de kant van de baai. De natuurstenen bastions waren uitgerust met kantelen en opstelplaatsen voor kanonnen waarmee de vijand op een afstand werd gehouden. Voor de muur is een gracht waar vroeger een ophaalbrug lag die toegang gaf tot een smalle poort.
In de 18e eeuw werd de poort verbouwd en kreeg het zijn huidig aanzicht. Het centrale deel werd rijk versierd en gedecoreerd met een marmeren portaal ontworpen door José de Barnola in 1756. Het kreeg meer het aanzicht van een religieus altaarstuk dan van een militair fort. De werkzaamheden werden uitgevoerd onder leiding van Torcuato Cayón.
Rond 1850 kwam er een toren op de poort, als sluitstuk van een optische telegrafielijn. De torens stonden visueel met elkaar in contact en berichten konden zo over grote afstanden worden verstuurd. In zo'n twee uur tijd werden berichten overgeseind van Madrid (stad)|Madrid naar Cádiz, een afstand van ongeveer 500 kilometer, wat voor die tijd bijzonder snel was. De weersomstandigheden moesten wel gunstig zijn, in de nacht, bij mist of regen waren de torens en de seinen minder zichtbaar wat de communicatie bemoeilijkte. Deze optische telegraaf werkte van 1851 tot eind 1857, toen hij werd vervangen door de elektrische telegrafie. De Puerta de Tierra toren stond aan het begin van de 19e eeuw ook bekend als de Mathé-toren. José María Mathé had een belangrijke rol gespeeld bij de ontwikkeling van het optische telegraafnet in Spanje.
Door de groei van de stad en het toenemend autoverkeer werd de poort als een hinder ervaren. In de eerste helft van de 20e eeuw werden plannen gemaakt om de bastions en poort te slopen om de verkeerssituatie te verbeteren. Dit plan haalde het niet, maar wel werd de gracht gedeeltelijk gedempt en werden er twee nieuwe en bredere toegangen in de muren gemaakt. Het bastion San Roque werd deels gesloopt om ruimte te maken voor een weg langs de kust. Deze werkzaamheden werden geleid door de architect Antonio Sánchez Esteve.
Sinds 1993 is het een nationaal monument.

## Fotogalerij

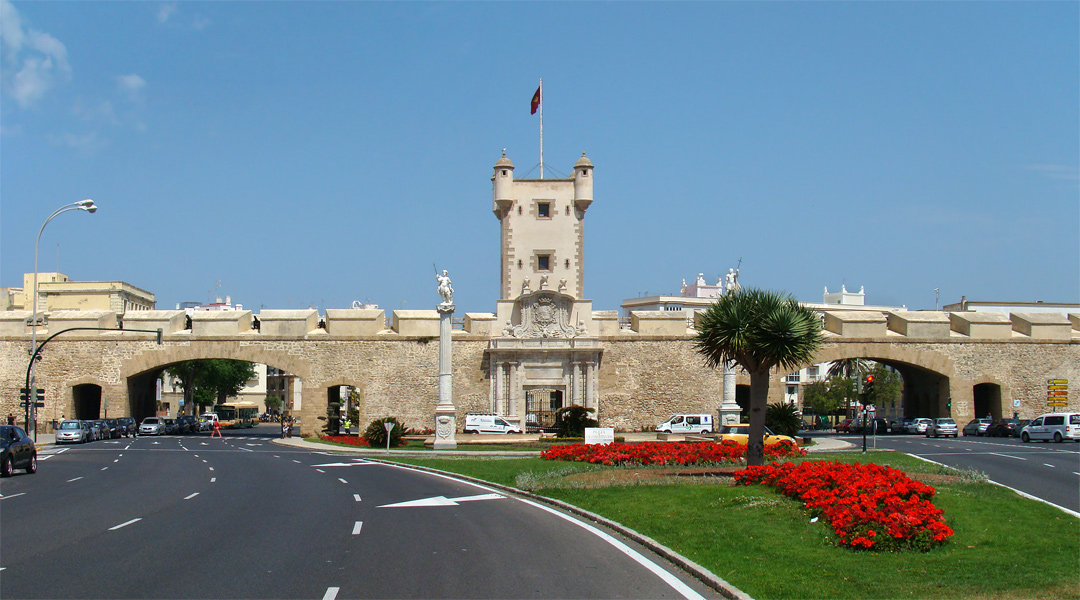
De poort gezien van buiten de stad
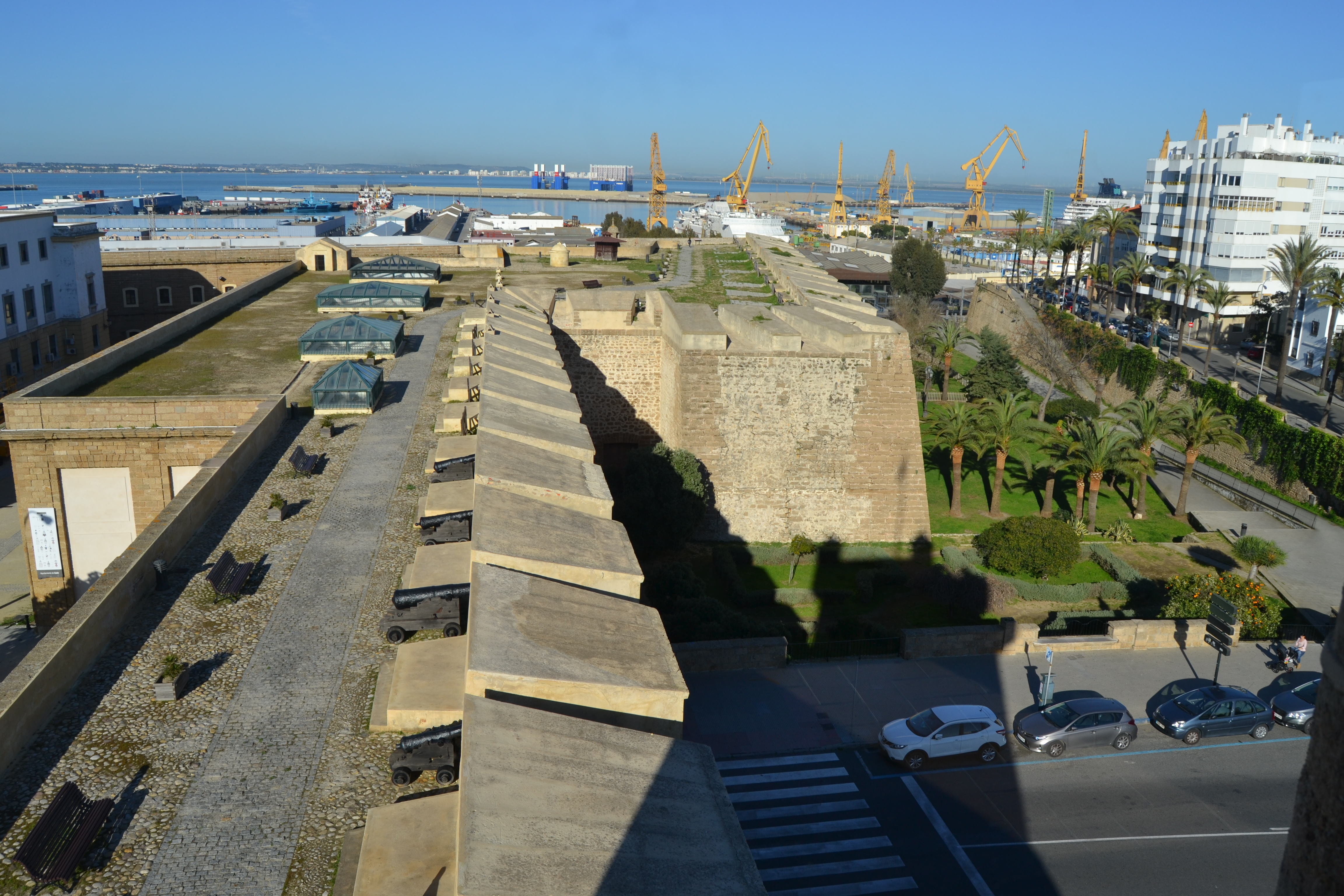
Zicht op bastion Santa Elena met de baai en havens op de achtergrond
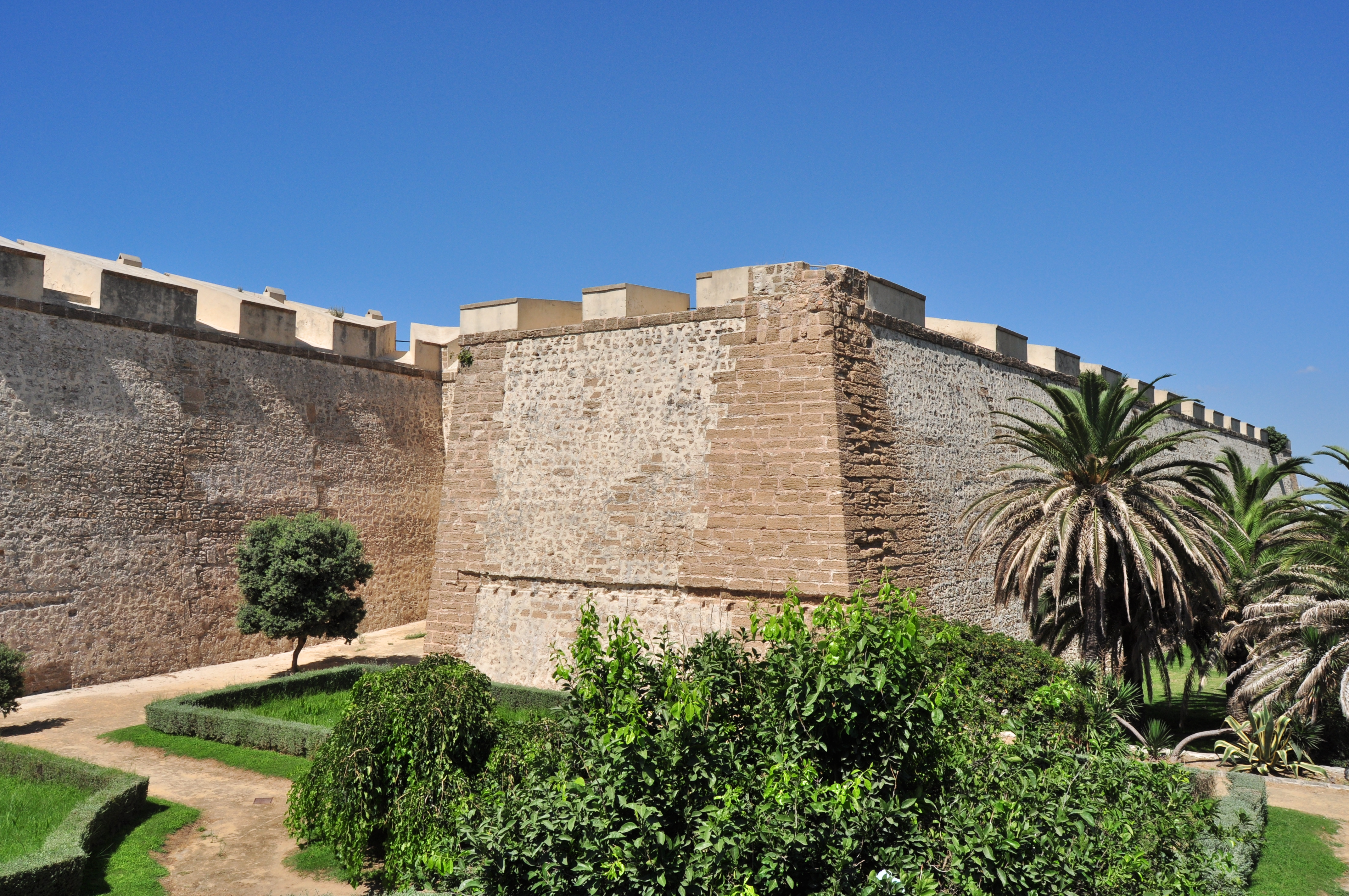
Bastion Santa Elena gezien van buiten de stad
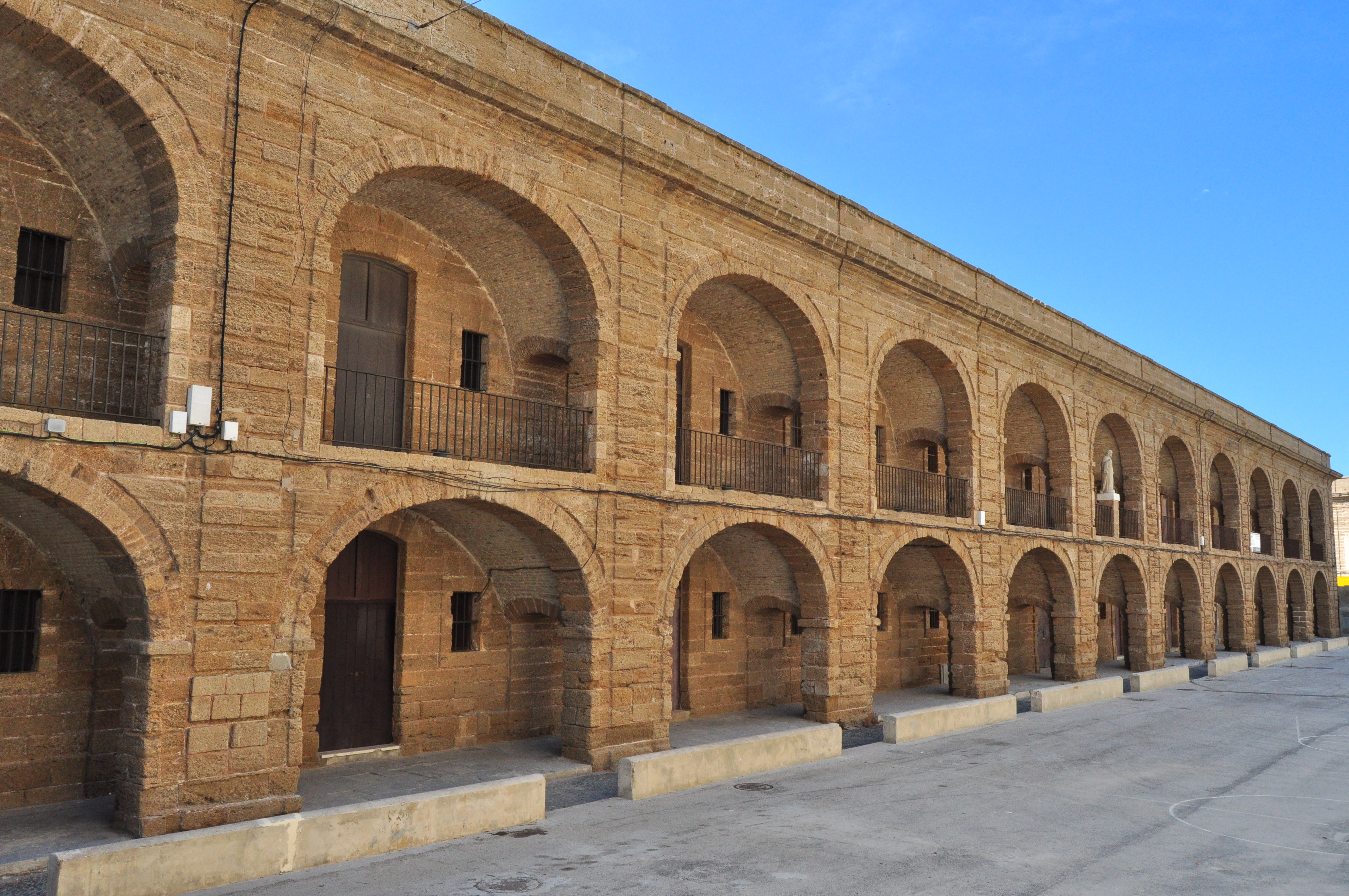
Galerijen in de muren en bastions aan de stadszijde

- Library of Congress Control Number: n2018021814
- Virtual International Authority File: 5676152502895110800007